# Carlos Slim Domit
Carlos Slim Domit (Ciudad de México, 28 de febrero de 1967) es un empresario y filántropo mexicano. Presidente del Consejo de Administración de Telmex, América Móvil, Grupo Carso y Grupo Sanborns. También fue director general de la cadena de tiendas y restaurantes Sanborns.

## Trayectoria
Es hijo primogénito del matrimonio entre Carlos Slim Helú y Soumaya Domit; nació en 1967, tiene cinco hermanos: Marco Antonio, Patricio, Soumaya, Vanessa y Johanna.
Es egresado en administración de empresas de la Universidad Anáhuac.
Es también presidente del Patronato del Instituto Nacional de Nutrición y Ciencias Médicas Salvador Zubirán, Miembro del Consejo Consultivo del Centro de Estudios de Historia de México Carso, del Patronato del Hospital Infantil de México Federico Gómez y del Senado de la Federación Internacional del Automóvil entre otras Organizaciones Sociales.

## Vida personal
Está casado con María Elena Torruco y tienen cuatro hijos: Carlos, Emiliano, Marielle y Nicole.
Es un activo promotor de la donación de órganos.
Una de las pasiones de Carlos Slim Domit es el automovilismo, por lo que en 2002 funda Escudería Telmex de cuyas filas han salido talentos como Checo Pérez, Memo Rojas Jr., Esteban Gutiérrez entre otros. En 2012 Slim Domit ingresó al Salón de la Fama de la Federación Mexicana de Automovilismo Deportivo A.C. (FEMADAC), por su apoyo e impulso al deporte mexicano e internacional.